# Carl Borromäus Egger
Carl Borromäus Egger, auch Karl Egger (* 31. Oktober 1772 in Denklingen; † 31. Dezember 1849 in Augsburg) war ein deutscher römisch-katholischer Geistlicher und Politiker.

## Leben
Carl Borromäus Egger war der jüngste Sohn des Forstmeisters Joseph Anton Egger.

### Ausbildung
Er wurde anfangs von seinem Vater unterrichtet und kam Ostern 1783 zum weiteren Unterricht zum Pfarrer Johann Michael Feneberg, mit dem er mütterlicherseits verwandt war, und der ihn in Latein unterrichtete.
Am 28. Oktober 1784 kam er in das ehemalige Jesuitenkolleg St. Salvator in Augsburg; dort erhielt er neben dem Unterricht zu den alten Sprachen auch Französisch und Italienisch; privat hörte er dazu die juristischen Vorlesungen von Jakob Anton von Zallinger zum Thurn. Noch während des Schulbesuchs wurde er 1789 Privatlehrer von Ignaz Ducrue in der namentlichen Kaufmannsfamilie und machte hierbei die Erfahrung des docendo discimus (durch Lehren lernen wir).

### Geistliches und berufliches Wirken
Am 19. September 1795 erhielt er die ersten Weihen und trat am 4. November 1795 in das bischöfliche Seminar Pfaffenhausen; dort wurde er bei seinem Eintritt Repetitor der Liturgie und Homiletik. Am 31. März 1897 erhielt er die Weihe zum Subdiakon, am 1. April zum Diakon und am 7. April zum Priester. Am 8. Mai 1797 feierte er sein erstes heiliges Messopfer.
Aus Krankheitsgründen verließ er Anfang Oktober 1800 das Seminar und hielt sich längere Zeit im Elternhaus auf. Nach seiner Genesung erhielt er per Dekret von Fürstbischof Clemens Wenzeslaus von Sachsen am 1. September 1801 eine Lehrstelle der Philosophie an der Universität Dillingen; dort lehrte er drei Jahre Logik, Metaphysik und Moral, bis die Universität 1803 infolge der Säkularisation von dem neuen Landesherrn, Kurfürst Maximilian IV. Joseph, dem späteren bayerischen König Maximilian I., aufgelöst wurde. In der Zeit als Professor der Philosophie erhielt er von der Universität Dillingen das Diplom der Doktorwürde verliehen.
Durch Dekret vom 17. Dezember 1804 wurde ihm die Pfarrei Kleinaitingen übertragen, dazu kam am 1. Februar 1806 noch die Inspektion sämtlicher Schulen im Zuständigkeitsbereich des Landgerichts Schwabmünchen; am 12. März 1809 erfolgte die Anstellung als Distrikt-Schulinspektor. Gemeinsam mit dem bei ihm wohnenden Verwandten, dem Ex-Jesuiten Dominikus Schelkle (* 1767), führte er in der Gemeinde den deutschen Volksgesang für die Fasten-, Fronleichnams- und Adventszeit ein.
Als im Jahr 1810 die Geistlichen mit der Steuer der Kriegsperäquations- und Kommunalauflagen belastet werden sollten, verfasste er eine Eingabe, die von sämtlichen Pfarrern des Lech- und Illerkreises unterzeichnet und durch eine Deputation in München überreicht wurde, was die Befreiung von jener Steuer zur Folge hatte.
Er wurde 1819 und 1824 als Bischofskandidat für Augsburg in Betracht gezogen.
Als in der Zeit von 1818 bis 1819 die Geistlichkeit einen Eid auf die bayerische Konstitution ablegen sollte, erkannte Carl Borromäus Egger, dass dieses das ältere Konkordat mit dem Papst, das noch nicht publiziert war, beeinträchtigen würde. Er verweigerte daraufhin den Eid und hatte einen großen Anteil, an der königlichen Erklärung vom 15. September 1821, in der es hieß, dass der Eid der Katholiken auf die Konstitution sich lediglich auf die bürgerlichen Verhältnisse beziehe und sie (die Katholiken) dadurch zu Nichts verbindlich gemacht werden, was den göttlichen Gesetzen oder den katholischen Kirchensatzungen entgegen wäre.
Er war auch der Verfasser der Thesen des Pastoralschreibens des Generalvikariats des Bistums Augsburg vom 28. Februar 1820, in dem der Mystizismus aufgedeckt und die Geistlichen zur Abwehr aufgefordert wurden.
1820 erhielt er für seine Bemühungen als katholischer Geistlicher ein Anerkennungsschreiben von Papst Pius VII., das in der Litteraturzeitung für katholische Religionslehrer, herausgegeben von Freiherr Kaspar Anton von Mastiaux, abgedruckt wurde.
Am 3. Mai 1820 erfolgte durch Bischof Joseph Maria von Fraunberg seine Ernennung zum Wirklichen Geistlichen Rat des Bistums Augsburg und am 1. November 1821 zum Domherrn in der Eigenschaft eines bischöflichen Offizials; mit Erlaubnis der Behörden und des Papstes behielt er hierbei seine Pfarrei in Kleinaitingen, die er erst 1822 abgab.
1826 wurde er von der Regierung als Bischof für die Diözese Passau vorgeschlagen, aber von Johann Michael Sailer als „kirchlicher Ultra“ im Sinne von „petrinisch-römisch-katholisch“ und als „ein herrisch- und verfolgungssüchtiger Zelot“ strikt abgelehnt.
Unter seiner Leitung wurden 1828 die Klöster St. Maria Stern und St. Ursula, deren geistlicher Führer er bis zu seinem Tod war, in Augsburg wieder eröffnet und neu organisiert. Dazu war er im gleichen Jahr aktiv an der Errichtung des Gymnasiums (heute: Gymnasium bei St. Stephan) beteiligt und längere Zeit dessen Scholarch.
Am 9. November 1841 erfolgte seine Ernennung zum Domdekan in Augsburg.
1847 feierte er sein fünfzigjähriges Priesterjubiläum.
Er pflegte eine Freundschaft mit Weihbischof Gregor von Zirkel in Würzburg, Franz Stapf in Bamberg, Abt Maximilian Prechtl, Joseph Anton Sambuga, Bischof Augustin I. Bartolomäus Hille in Böhmen und Bischof Gregor Thomas Ziegler. Zum Generalvikar Joseph Ignaz Lumpert (1751–1821) hatte er ein besonderes Vertrauensverhältnis, dieser vertraute ihm verschiedene christliche Zensur- und weitere wichtige Arbeiten an.
An seiner Beisetzung nahmen unter anderem der gesamte höhere und niedere Klerus, General Baron von Flotow, die meisten Regierungs- und Stadtgerichtsräte und der Bürgermeister Georg von Forndran teil; Stadtdekan Alois Tischer (1789–1857) hielt die Trauerrede.

### Kammer der Abgeordneten
Von 1819 bis 1822 vertrat er als Mitglied in der Kammer der Abgeordneten im Landtag des Königreichs Bayern den Stimmkreis Oberdonaukreis im 1. und 2. Landtag. In dieser Zeit gehörte er seit dem 9. Februar 1819 dem Ausschuss für die Beschwerden sowie seit dem 24. Januar 1822 dem Ausschuss für die Untersuchung der vorkommenden Beschwerden über die Verletzung der Staatsverfassung an. Unklarheiten über seine Zuständigkeit der Pfarrei in Kleinaitingen führten nach einigen Diskussionen im Landtag zu einer Abstimmung über seine Legitimation und Verbleib im Landtag. Er wurde mit 65 zu 30 Stimmen am 8. Februar 1822 aus der Kammer entlassen. Sein Nachfolger wurde Joseph Vögele.
Der Nuntius Francesco Serra urteilte über ihn, dass er ein Abgeordneter war, der die Sache der Kirche in der Kammer mit Ehre und Erfolg verteidigt habe.

### Schriftstellerisches Wirken
Carl Borromäus Egger übersetzte gemeinsam mit Dominikus Schelkle Das apostolische Jahr als Fortsetzung des betrachtenden Evangeliums von Arnaud-Bernard d’Icard Duquesne in 12 Bänden aus dem Französischen.
Gemeinsam mit Dominikus Schelkle und dem Pfarrer von Ottmarshausen, Joseph Wörz, gründete er einen Gelehrten-Verein, aus dem unter anderem Das betrachtete Evangelium, Das apostolische Jahr und Beraults Kirchengeschichte, zusammen 28 Bände umfassend, hervorgingen.
Er veröffentlichte seine Aufsätze und Referate unter anderem in der Litteraturzeitung für katholische Religionslehrer, gegründet von Franz Karl Felder und später weitergeführt von Kaspar Anton von Mastiaux. So veröffentlichte er unter anderem in der Zeitung ein umfassendes Referat zur Schrift Ueber förmliche Wahrheit und kirchliche Freiheit von einem Geistlichen von Clemens August Droste zu Vischering. Später publizierte er auch noch in der katholischen Zeitschrift Sion und in der Pastoralkonferenz-Schrift des Bamberger Pfarrers Philipp Sauer (1787–1835). Seine Schrift Der alte Fronleichnam unseres Herrn Jesu Christi, dem neuen Abendmahle des Dr. Stephani entgegengestellt, von einem katholischen Pfarrer wurde besonders in Österreich gewürdigt; bemerkenswert waren auch seine Abhandlungen Was heißt Denken und Predigten bei verschiedenen Veranlassungen.
Er gab auch die Schrift Vollständiger Pastoralunterricht über die Ehe von Franz Stapf in sechster Auflage und Predigten über christliche Kinderzucht von Martin Königsdorfer (1752–1835) neu heraus.

## Ehrungen und Auszeichnungen
- Am 1. Januar 1839 zeichnete König Ludwig I. Carl Borromäus Egger mit dem Ritterkreuz des Verdienstordens vom Heiligen Michael aus.
- 1847 erhielt er zur Feier seines Priesterjubiläums das Verdienstkreuz des Ludwigsordens.

## Mitgliedschaften
- Carl Borromäus Egger war Mitglied im Katholischen Verein Deutschlands, der 1848 gegründet worden war.[5]
- Er war Mitglied im Verein der Ordinariate[6], der überdiözesan kirchenpolitisch aktiv war.

## Schriften (Auswahl)
- Was heißt Denken? Ulm 1804.
- Das apostolische Jahr als Fortsetzung des betrachtenden Evangeliums. Augsburg 1809.
  - Band 1.
  - Band 2.
  - Band 3.
  - Band 4.
  - Band 5.
  - Band 6.
  - Band 7.
  - Band 8.
  - Band 9.
  - Band 10.
  - Band 11.
  - Band 12.
  - Band 13. Register der vorhergehenden 12 Bände.
- Was glaubte von jeher die katholische, namentlich die französische Kirche vom Bischofe zu Rom? Augsburg 1812.
- Der alte Fronleichnam unseres Herrn Jesu Christi, dem neuen Abendmahle des Dr. Stephani entgegengestellt, von einem katholischen Pfarrer. Augsburg 1812.
- Was sollen die Priester für ihr Volk seyn? Thomann, Landshut 1828.
- Predigten bei verschiedenen Veranlassungen, meist dogmatischen Inhalts. Augsburg 1829.
- Johann Christoph von Zabuesnig; Karl Egger: Katholische Kirchengesänge in das Deutsche übertragen mit dem Latein zur Seite. Kollmann & Himmer, Augsburg 1830.
- Carl von Sainte-Marie-Eglise; Karl Borromäus Egger: Die Pflicht der baulichen Unterhaltung und Wieder-Erbauung der Cultusgebäude nach bayerischen Gesetzen, Rechtsprinzipien und Verordnungen. Augsburg, 1832.
- Das Priesterhospital und Korrektionshaus im Bisthume Augsburg, geschichtlich dargestellt. Augsburg 1833.
- Betrachtungen über die sieben Worte unsers sterbenden Erlösers: mit Gebeten, Beispielen und Gesängen für die heil. Fastenzeit und Charwoche. Schmid, Augsburg 1842.
- Johann Adam Boost; Karl Egger: Geschichte der Reformation und Revolution von Frankreich (1577–1843). Rieger, Augsburg 1843.
- Franz Stapf; Carl Borromäus Egger: Vollständiger Pastoralunterricht über die Ehe. Frankfurt 1845.
- Erzählungen aus der bayerischen Geschichte: mit bes. Berücks. d. Pfalz; zum Gebrauche in kathol. Volksschulen. Schmid, Augsburg 1846.
- Johann Adam Boost; Karl Egger: Geschichte der Reformation und Revolution von Deutschland (1648–1844). Augsburg: Rieger, 1847.
  - Band 1.
  - Band 2.
- Martin Königsdorfer; Karl Borromäus Egger: Katholische Homilien. Augsburg: Rieger, 1848.